# Trigonopsis rufiventris
Trigonopsis rufiventris là một loài côn trùng cánh màng trong họ Sphecidae, thuộc chi Trigonopsis. Loài này được Fabricius miêu tả khoa học đầu tiên năm 1804.